# Christian Savigny
Pour les articles homonymes, voir Savigny.
Christian Savigny est un programmateur musical, producteur d'émissions et directeur des programmes de télévision et de radio, né le 17 janvier 1952.

## Biographie
Au cours de ses études à l’École Normale du Mans, il intègre en 1970 en tant que batteur, le groupe local Heaven Road, puis abandonne l’enseignement pour devenir musicien professionnel. Le groupe, rebaptisé Satan, interprète en concert ses propres compositions, gagne le super tremplin 1973 du Golf Drouot, puis sous le nom de Ciel d’Eté, sillonne le circuit des bals rock, dans tout l’ouest de la France.
Il quitte le groupe en 1978, devient DJ puis crée sa propre discothèque en 1979 près du Mans.

### Carrière à la radio et à la télévision
Passionné de radio depuis l’enfance, il rejoint dès juillet 1981 en tant qu’animateur, la première équipe de RFM, où il réalise entre autres les bandes-annonces de l’émission de Coluche. Il devient responsable de l’antenne en 1982, recrute de nouveaux animateurs, dont Laurence Boccolini, et produit le disque de soutien « Radio brouillée ». Il met en place des rendez-vous originaux, dont « Radio Star » où il guide les artistes venus présenter eux-mêmes l’émission à la console (Julien Clerc, Gilbert Montagné…).
En 1984-85, en tant que producteur indépendant, il conçoit une série d’émissions hebdomadaires (Top FM, Kit Parade Société Générale, Gini Parade), dont il assure lui-même les interviews (Serge Gainsbourg, Sting, Jean-Jacques Goldman, Mylène Farmer…). Ces émissions animées par Laurent Boyer sont diffusées chaque semaine en syndication sur plus de 200 stations en France.
Après un passage par l’éphémère Chic FM, il devient en 1987 directeur des programmes de Chérie FM, première radio française à utiliser le logiciel de programmation musicale « Selector ».
En 1989 il rejoint Europe 2, pour y diriger l’antenne parisienne. Simultanément il crée le premier département intégré de recherche musicale dans une radio en France, puis produit Le « Top Albums » en partenariat avec Canal+, et « Eurochart » avec Music & Media (groupe Billboard). En 1991, Marc Garcia le nomme directeur de la programmation musicale d’Europe 2, poste qu’il occupera jusqu’en 1994.
Pendant la même période, il enseigne les techniques de programmation et l’histoire de la musique populaire au Studio Ecole de France.
Consultant et producteur en 1995 et 1996, il mène des missions d’audit et de recherche musicale pour les radios MFM ou RMC à la demande de Jean-Pierre Foucault, et produit le disque « Music Generation » figurant sur la compilation Dance Machine 6 (Polygram/Universal).
En 1997, le réseau Nostalgie fait appel à lui pour diriger sa programmation musicale. Il y crée les « week-ends spéciaux » consacrés à un artiste, les « concerts acoustiques » (Marc Lavoine, Lionel Richie, Louis Chedid, Maurane…). Lors du rachat de la station par le groupe NRJ en 1998, il redéfinit son nouveau format « 60s-70s ». L’audience cumulée de Nostalgie passe de 4 % en 1998 à 7,9 % en 1999 (chiffres Médiamétrie). Selon Télérama, "derrière le réveil spectaculaire de cette Belle au bois dormant des ondes, on trouve [...] Christian Savigny, le responsable de la programmation de la station [...] qui, dans son antre, met au point la recette gagnante [...] avec des tubes, des standards".
En 2000, il crée la web radio « 1000 % Soul » pour le portail internet Com FM.
De 2001 à 2013, en tant que directeur des programmes de Télé Melody, il développe un concept de chaîne de variétés basé sur les archives de l’INA (Institut National de l'Audiovisuel). Il choisit et programme les clips, Scopitones, concerts et shows des années 1960 à 1990, met en place des émissions originales comme le Video-Mix. 
Christian Savigny a conçu de nombreux track-listing de compilations ou coffrets CD, et une collection de 80 DVD « Les fabuleuses années 60-70 » (Del Prado Éditions, 2008-2009), en partenariat avec l’INA, Télé Melody et Nostalgie.
Il a créé le festival d'humour de Nogent-Sur-Marne, intitulé "Nogent Se Marre", qu'il dirige aujourd'hui.